# Bolesław Biega
Bolesław Józef Biega (ur. 27 kwietnia 1896 w Sanoku, zm. 19 stycznia 1976) – polski dyplomata, prawnik, wydawca, dziennikarz, polityk, negocjator handlowy, działacz konspiracyjny podczas II wojny światowej oraz polonijny na emigracji.
W II Rzeczpospolitej: referent wydziału ekonomicznego Ministerstwa Spraw Zagranicznych, w latach 1923–1927 drugi sekretarz poselstwa polskiego w Londynie, podczas II wojny światowej działacz Stronnictwa Pracy i członek Delegatury Rządu na Kraj, w latach 1942–1944 sekretarz Rady Jedności Narodowej, następnie wieloletni szef komitetu do spraw socjalnych i ekonomicznych Zgromadzenia Europejskich Narodów Ujarzmionych (ACEN).

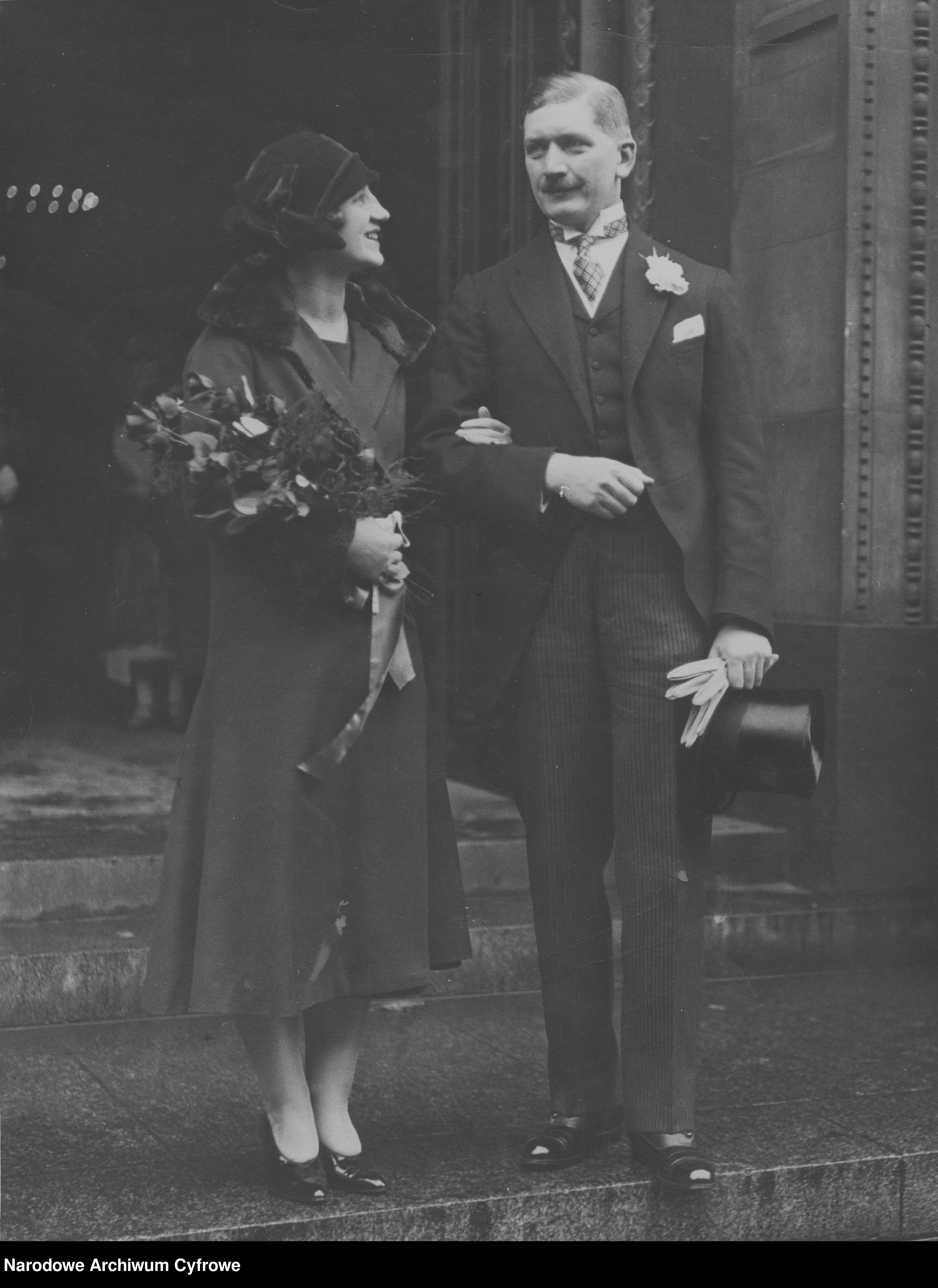
Ślub sekretarza Poselstwa RP Bolesława Biegi i Kathleen Seely, Katedra Westminsterska (1925)

## Życiorys

### Młodość
Urodził się jako najstarszy syn Stanisława Jana Antoniego Biegi (1862–1923) i Marii z domu Bauman (córka inż. Stanisława Baumana – syna powstańca listopadowego, odznaczonego Orderem Virtuti Militari, inżyniera Ernesta, i Jadwigi z domu Lubowieckiej). Ojciec był prawnikiem, nauczycielem, działaczem społecznym. Bolesław Biega miał siostrę Jadwigę (1891–1983), nauczycielkę i brata Stanisława (1893–1944), majora dyplomowanego WP). Jego wujami (bracia ojca) byli Henryk (ur. 1844), kanonik, rektor seminarium duchownego w Przemyślu, Leopold (1848–1910), nauczyciel, dyrektor szkoły w Sanoku, Władysław (ur. 1850), nauczyciel, dyrektor szkoły w Dynowie.
Wychowywał się w Sanoku, w dzieciństwie przebywał także u dziadków w Dębnej. Uczęszczał do szkół w Sanoku, w tym do C. K. Gimnazjum Męskiego, gdzie w 1910 jako chlubnie uzdolniony ukończył IV klasę, po czym przeniósł się do Lwowa, gdzie w 1914 zdał maturę w C. K. Gimnazjum III. W czasie nauki działał w Polskim Towarzystwie Gimnastycznym „Sokół” oraz został członkiem pierwszego hufca harcerskiego w Polsce.
Podczas I wojny światowej latem 1915 trafił do Kijowa, tam pracował w Komitecie Lwowskim, wspierającym polskich uciekinierów. W tym czasie podjął studia prawa na Uniwersytecie Kijowskim oraz działał w Związku Młodzieży Polskiej „Zet”. W 1918 przeniósł się do Warszawy, gdzie kontynuował studia prawnicze na Wydziale Prawa Uniwersytetu Warszawskiego.

### Działalność w II RP
Po odzyskaniu przez Polskę niepodległości pracował jako tłumacz w ambasadzie RP w Paryżu, a później także wykonywał tę funkcję towarzysząc polskiej delegacji podczas Kongresu Pokojowego zakończonego traktatem wersalskim 28 czerwca 1919). W lipcu 1919 Ministerstwo Spraw Zagranicznych wybrało Bolesława Biegę do kształcenia na wydziale dyplomatycznym francuskiego Instytutu Nauk Politycznych w Paryżu, gdzie w 1921 uzyskał dyplom. W tym czasie ożenił się, po czym powrócił do Polski i otrzymał posadę referenta wydziału ekonomicznego w MSZ.
W lipcu 1923 został drugim sekretarzem poselstwa polskiego w Londynie (pierwszym był Edward Raczyński). Po nagłej śmierci żony (poł. 1924) ożenił się powtórnie, a w 1927 powrócił do Warszawy i został radcą ekonomicznym w sekcji anglo-amerykańskiej. Jego udział w negocjacjach i rokowaniach traktatów handlowych zostały docenione odznaczeniem państwowym w 1934, przy czym w dokumentach oznaczono jego wcześniejsze uczestnictwo w organizacji „Zet” i związki z działaczami opozycji. 1 lipca 1934 Bolesław Biega został przeniesiony w stan nieczynny i tym samym przerwana jego kariera dyplomaty (po latach syn Stanisława Biegi stwierdził, że zwolnienie ojca nastąpiło wskutek jego odmowy podpisu przysięgi Józefowi Piłsudskiemu).

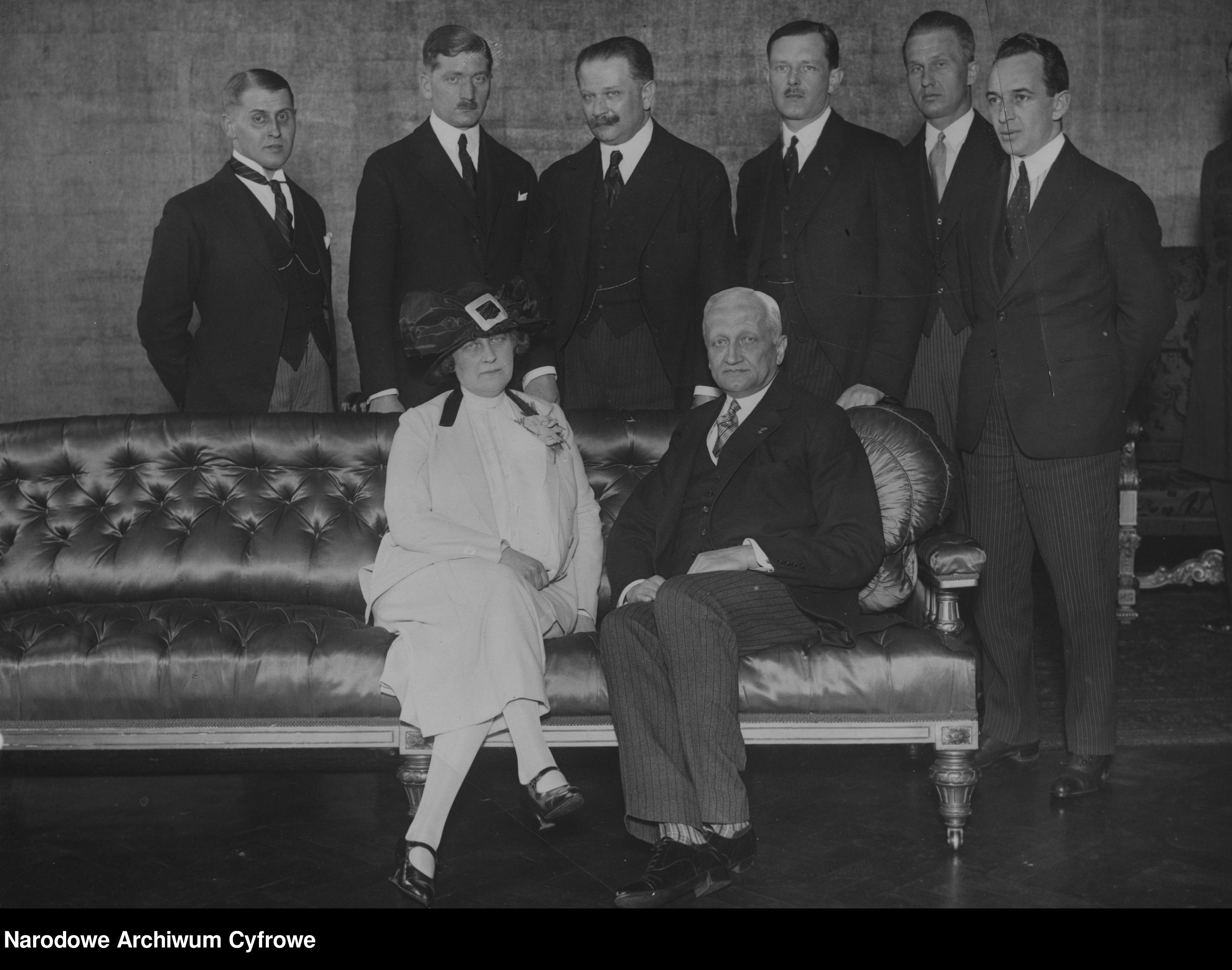
Fotografia grupowa pracowników Poselstwa RP w Wielkiej Brytanii, 1925 (Bolesław Biega drugi stojący od lewej)

Pod koniec 1934 rozpoczął działalność wydawniczą. Działał w spółce „Zgoda” wydającej pisma opozycyjne, w 1936 został szefem pisma „Wieczór Warszawski”, unowocześnił przy tym drukowanie przy pomocy nowych maszyn, później rozpoczął wydawanie tygodnika „Kronika Polski i Świata”. W 1938 został wiceprezesem Związku Wydawców. Był działaczem Polskiego Stronnictwa Chrześcijańskiej Demokracji, a po jego przekształceniu w 1937 zaangażował się w działalność Stronnictwa Pracy.

### II wojna światowa
Po wybuchu II wojny światowej podczas obrony Warszawy w trakcie kampanii wrześniowej 1939 nadal wydawał gazetę codzienną (w ostatnich dniach, wskutek braku zasobów, był rozdawany darmowo egzemplarz w formie jednej strony). Za swoją działalność w tym czasie otrzymał Krzyż Walecznych. Po kapitulacji Niemcy skonfiskowali maszyny drukarskie. Po nastaniu okupacji niemieckiej rozpoczął działalność konspiracyjną, w ramach Stronnictwa Pracy, następnie w Delegaturze Rządu na Kraj pełniąc różne funkcje (przez dwa lata jako dyrektor Wydziału Dokumentacji przy ministrze Olszewskim, w tym czasie zajmował się gromadzeniem dokumentów-dowodów na zbrodnie niemieckie i szkody materialne przez nich wyrządzone podczas wojny). Działał przy ulicy Mazowieckiej w Warszawie. Następnie w 1942 był sekretarzem Rady Jedności Narodowej oraz jej Komisji Głównej. Tę funkcję pełnił podczas powstania warszawskiego. Po jego upadku wyszedł z Warszawy, wraz z delegatem Jankowskim oraz członkami RJN.
Następnie przebywał w Milanówku i Piotrkowie Trybunalskim oraz działał w Pruszkowie. Tam 27 marca 1945 zostali aresztowani przez NKWD przywódcy Polskiego Państwa Podziemnego (później przewiezieni do Moskwy i byli sądzeni i skazani w pokazowym procesie szesnastu). Bolesław Biega nie dotarł na spotkanie, na którym doszło do aresztowania, lecz został pojmany przez NKWD dwie godziny później na dworcu kolejowym w Piotrkowie, po czym bez rozprawy sądowej wywieziony do obozu na wschodzie Uralu. Tam, korzystając ze swojej znajomości języka niemieckiego, dołączył się do grupy Niemców, wraz z którymi w drodze repatriacji celem tworzenia sowieckich służb bezpieczeństwa we Wschodnich Niemczech, udał się w transporcie, trafił do NRD, po czym 22 listopada 1945 powrócił do Polski.

### Okres powojenny w Polsce

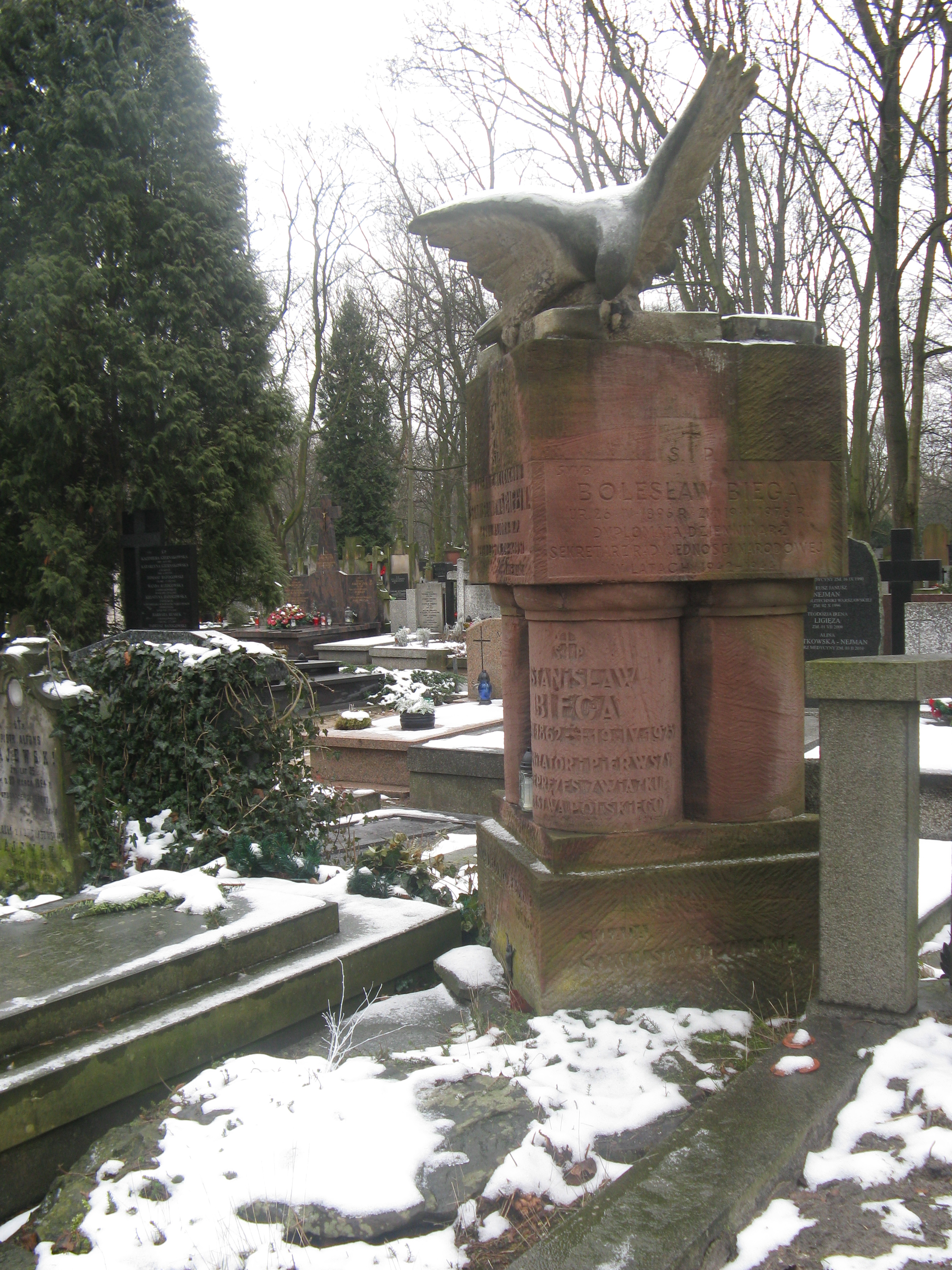
Grobowiec rodziny Biegów w Warszawie

W Warszawie ponownie zaangażował się w ramach SP, pracując przy przygotowaniach do wyborów do Sejmu Ustawodawczego w 1947 roku (współpracował ze Stanisławem Mikołajczykiem i Stefanem Korbońskim), które zostały sfałszowane. Mimo wielu aresztowań działaczy demokratycznych, Bolesław Biega, na podstawie swoich kwalifikacji dyplomatycznych i handlowych przez ponad rok pracował w biurze eksportowym „Polimex”. W tym czasie przyczynił się do zawarcia porozumień ze Szwecją i Holandią na sprzedaż polskiego węgla.

### Działalność emigracyjna
Ostrzeżony o zamiarze aresztowania go przez bezpiekę, 1 maja 1948 odleciał samolotem do Sztokholmu.
Działał w ramach Polskiego Komitetu Narodowego w Paryżu z ramienia SP. W marcu 1952 otrzymał wizę do Stanów Zjednoczonych, gdzie wyjechał i wszedł w skład komitetu wykonawczego Polskiego Komitetu Narodowego. Został członkiem polskiej delegacji powołanego w 1954 Zgromadzenia Europejskich Narodów Ujarzmionych (ACEN), w jego ramach przez 16 lat był szefem komitetu dla spraw socjalnych i ekonomicznych. W 1954 Bolesław Biega był jedną z osób, którzy rozpoznali Józefa Światło, byłego funkcjonariusza UB, który uciekł na Zachód. W 1958 został członkiem Polskiej Rady Jedności, w latach 1964–1970 był prezesem oddziału tej organizacji w Stanach Zjednoczonych. W 1971, po wypadku, przeszedł w stan spoczynku.

## Życie prywatne
Jego pierwszą żoną była Angielka Marjorie Thomas (tłumaczka w składzie delegacji na traktat wersalski), która zmarła nagle latem 1924. Ich synem był Bolesław Krzysztof Biega (1922–2023), powstaniec warszawski, później znany także jako Bill Christopher Biega. Drugą żoną była także Angielka, Baba Seely, a trzecią Hanna Treutler (1902–1980), którą Bolesław Biega poślubił podczas II wojny światowej. Siostrą Hanny Treutler była Wanda, której córka Alicja została żoną Bolesława Krzysztofa Biegi. Powstańcza kronika filmowa zarejestrowała ślub Bolesława i Alicji z 13 sierpnia 1944, na którym był obecny także Bolesław Biega ojciec (fragmenty zostały wykorzystane w filmie pt. Powstanie Warszawskie z 2014)
Bolesław Biega pod koniec życia zamieszkiwał w Chicago. Zmarł 17 stycznia 1976 w wyniku udaru serca. Symboliczna inskrypcja pamięci Bolesława Biegi została umieszczona na grobowcu rodzinnym na cmentarzu Powązkowskim w Warszawie (kwatera 211-3-26).

## Ordery i odznaczenia
- Krzyż Oficerski Orderu Odrodzenia Polski (8 listopada 1930)[10]
- Krzyż Walecznych (za udział w obronie Warszawy 1939)